# Graeconiscus kournasensis
Graeconiscus kournasensis är en kräftdjursart som beskrevs av Schmalfuss, Paragamian och Sfenthourakis 2004. Graeconiscus kournasensis ingår i släktet Graeconiscus och familjen Trichoniscidae. Inga underarter finns listade i Catalogue of Life.